# Piper pubiovarium
Piper pubiovarium är en pepparväxtart som beskrevs av Truman George Yuncker. Piper pubiovarium ingår i släktet Piper och familjen pepparväxter. Inga underarter finns listade i Catalogue of Life.